# Katia Christine
Katia Christine van Kranenburg (Paesi Bassi, 21 maggio 1946) è un'attrice ed ex modella olandese nota in Italia negli anni '60 e '70.

## Biografia
Ha avviato la sua carriera in Francia, in seguito ha recitato in Italia ed alla fine si è trasferita negli Stati Uniti dove è apparsa in numerosi programmi e film per la TV. Ha recitato in film di noti registi come Michel Deville, Christian-Jaque, Alberto Lattuada, Louis Malle e Lewis Gilbert. Si è ritirata dalle scene a metà degli anni '80.

## Filmografia

### Cinema
- Les gorilles, regia di Jean Girault (1964) – non accreditata
- La calda pelle (De l'amour), regia di Jean Aurel (1964)
- La grosse caisse, regia di Alex Joffé (1965) – non accreditata
- Rififi internazionale (Du rififi à Paname), regia di Denys de La Patellière (1965) – non accreditata
- Le armi segrete del generale Fiascone (Martin Soldat), regia di Michel Deville (1966)
- Don Giovanni in Sicilia, regia di Alberto Lattuada (1967)
- Il Santo prende la mira (Le Saint prend l'affût), regia di Christian-Jaque (1967)
- Due killers in fuga (Du mou dans la gâchette), regia di Louis Grospierre (1967)
- La più grande rapina del West, regia di Maurizio Lucidi (1967)
- Peggio per me... meglio per te, regia di Bruno Corbucci (1967)
- Una lezione particolare (La Leçon particulière), regia di Michel Boisrond (1968)
- La battaglia del Sinai, regia di Maurizio Lucidi (1968)
- Tre passi nel delirio (Histoires extraordinaires), regia di Federico Fellini, Louis Malle e Roger Vadim (1968)
- Probabilità zero, regia di Maurizio Lucidi (1969)
- L'ultimo avventuriero (The Adventurers), regia di Lewis Gilbert (1969)
- I due maggiolini più matti del mondo, regia di Giuseppe Orlandini (1970)
- La prima notte del dottor Danieli, industriale, col complesso del... giocattolo, regia di Giovanni Grimaldi (1970)
- Principe coronato cercasi per ricca ereditiera, regia di Giovanni Grimaldi (1970)
- Pussycat, Pussycat, I Love You, regia di Rod Amateau (1970)
- Le inibizioni del dottor Gaudenzi, vedovo, col complesso della buonanima, regia di Giovanni Grimaldi (1971)
- Venga a fare il soldato da noi, regia di Ettore Maria Fizzarotti (1971)
- La vittima designata, regia di Maurizio Lucidi (1971)
- Oremus, Alleluia e Così Sia, regia di Alfio Caltabiano (1973)
- Prigione di donne, regia di Brunello Rondi (1974)
- La mano che nutre la morte, regia di Yilmaz Duru e Sergio Garrone (1974)
- Le amanti del mostro, regia di Sergio Garrone (1974)
- Cassiodoro il più duro del pretorio, regia di Oreste Coltellacci (1975)
- Atraco en la jungla, regia di Gordon Hessler (1976)
- Casanova & Company (Casanova & Co.), regia di Franz Antel (1977)
- La banda del trucido, regia di Stelvio Massi (1977)
- Anno zero - Guerra nello spazio, regia di Alfonso Brescia (1977)

### Televisione
- Salle n° 8 – serie TV, episodi 1x13-1x14 (1967)
- Geminus – serie TV, episodi 1x02-1x05-1x06 (1969)
- Il ritorno di Simon Templar (Return of the Saint) – serie TV, episodio 1x05 (1978)
- Sam & Sally (Sam et Sally) – serie TV, episodio 1x02 (1978)
- Nick and the Dobermans, regia di Bernard L. Kowalski – film TV (1980)
- Margin for Murder, regia di Daniel Haller – film TV (1981)
- CHiPs – serie TV, episodio 4x12 (1981)
- Finché vita non ci separi (The Rules of Marriage), regia di Milton Katselas – film TV (1982)
- Trapper John (Trapper John, M.D.) – serie TV, episodi 3x21-4x17 (1982-1983)
- Supercar (Knight Rider) – serie TV, episodio 1x13 (1982)
- Trauma Center – serie TV, episodio 1x01 (1983)
- Professione pericolo (The Fall Guy) – serie TV, episodi 1x01-2x14-3x14 (1981-1984)
- Masquerade – serie TV, episodi 1x01-1x08 (1983-1984)